# Hutka
Hutka este o comună slovacă, aflată în districtul Bardejov din regiunea Prešov. Localitatea se află la altitudinea de 400 m deasupra n.m., se întinde pe o suprafață de 3,69 km2 și în 2017 număra 91 de locuitori.

## Istoric
Localitatea Hutka este atestată documentar din 1588.

## Demografie
| An:                | 1994 | 2004    | 2014   | 2024    |
| ------------------ | ---- | ------- | ------ | ------- |
| Număr de persoane: | 99   | 89      | 88     | 97      |
| Diferență:         |      | −10,10% | −1,12% | +10,22% |

| An:                | 2023 | 2024   |
| ------------------ | ---- | ------ |
| Număr de persoane: | 96   | 97     |
| Diferență:         |      | +1,04% |